# Ліберійсько-польські відносини
Ліберійсько-польські відносини – двосторонні дипломатичні відносини між Ліберією та Польщею, а також їх попередниками.

## Історія
Друга Річ Посполита, здобувши незалежність у 1918, активно зацікавилася отриманням колоній, одним із претендентів була Ліберія. З цією метою було засновано Морську та колоніальну лігу, яка розпочала економічне освоєння Ліберії. Однак розвиток відносин у 1930-і між Польщею та Ліберією зійшов нанівець, головним чином через протидію США та початок Другої світової війни. Ліберія та Польща були союзниками у Другій світовій війні.
Дипломатичні відносини між Польщею та Ліберією встановлені 30 травня 1973.
З 1973 в Монровії перебував делегат міністра закордонних справ, офіс якого пізніше перетворений на посольство при тодішньому Міністерстві закордонного співробітництва. Через громадянську війну в Ліберії діяльність посольства і офісу комерційного радника була припинена в 1990 і досі не відновлена.
У 2013 підписано угоду щодо обміну інформацією з податкових питань. 
У 2019 Ліберія брала участь у конференції з просування майбутнього миру та безпеки на Близькому Сході, одним із організатором якої була Польща.
Польща фінансує розвиток ліберійської освіти. Також у Ліберії є польські військові спостерігачі. Ліберійські президенти щороку вітають Польщу з днем незалежності.

## Торгівля
Довгий час торгівля між Польщею та Ліберією характеризувалася негативним сальдо, в основному через реєстрацію польських суден під «зручним прапором» Ліберії та імпорту мінеральних продуктів. Польща в основному експортує до Ліберії продукцію електромеханічної промисловості (автомобілі) та продукцію тваринництва. Торгівля Польщі з Ліберією у першому кварталі 2021 виглядала так:
- експорт польських товарів: 4,51 млн. євро;
- імпорт ліберійських товарів: 30,22 мільйонів євро[8].

## Віза
- Польські громадяни для візиту до Ліберії повинні мати візу, яку необхідно подавати в одному з посольств Ліберії в країнах ЄС, наприклад, у Берліні, Брюсселі, Парижі, Лондоні[9].
- Ліберійські громадяни для відвідування Польщі також повинні мати візу[10].